# Alexandra Shipp
Pour les articles homonymes, voir Shipp.
Alexandra Shipp est une actrice américaine née le 16 juillet 1991 à Phoenix, en Arizona.
Elle se fait remarquer grâce à son interprétation de la chanteuse Aaliyah dans son biopic Aaliyah: Destin Brisé (2014) puis dans le film Straight Outta Compton (2015) sur le groupe de rap américain NWA. 
Elle accède à une notoriété internationale grâce à son interprétation de la mutante Tornade dans les films X-Men: Apocalypse (2016) et X-Men: Dark Phoenix (2019). 
Elle confirme cette percée en étant à l'affiche de plusieurs longs métrages tels que Tragedy Girls (2017), Spinning Man (2018), Love, Simon (2018), Les Potes (2018), L'Incroyable Aventure de Bella (2019), Shaft (2019), Jexi (2019).

## Biographie

### Enfance et formation
Originaire de Phoenix, sa mère, caucasienne, est professeur de yoga et son père, afro-américain, est musicien. Elle a un frère, James. Elle est scolarisée à la Squaw Peak Elementary School et St. Mary's Catholic High School,.
Alexandra Shipp commence à prendre goût à la comédie en jouant dans des pièces de théâtre très jeune et c'est à seulement 14 ans qu'elle rencontre son manager. Elle décide de mettre toutes les chances de son côté pour percer en tant qu'actrice. C'est ainsi qu'elle finit par déménager à Los Angeles dès ses 17 ans.

### Débuts de carrière
En 2009, elle décroche un seconde rôle dans le deuxième volet des aventures d'Alvin et les chipmunks, mélangeant prises de vues réelles et images de synthèse. 
En 2011 et 2012, elle fait une apparition dans les séries Switched et Victorious.
L'année 2013, c'est la chaîne pour enfants Nickelodeon qui lui donne sa chance : après quelques castings, elle est retenue pour l'un des rôles principaux de la troisième saison de la série télévisée Anubis. 
Il s'ensuit une participation, à la télévision, au téléfilm Drumline : a new beat et une intervention dans la série Awkward.
Elle se fait repérer et se voit confier le rôle de la chanteuse Aaliyah dans le biopic, très controversé, Aaliyah the princess of RnB, à la place de Zendaya. 
En parallèle, la jeune fille n'abandonne pas son autre passion : la musique. Familière du piano, de la guitare et dotée d'une jolie voix, elle écrit elle-même ses chansons depuis toute petite. Alexandra sort son premier EP en 2014. 
La même année, elle apparaît dans la série américaine Ray Donovan et joue dans plusieurs épisodes du feuilleton télévisé Des jours et des vies.
En 2015, elle figure au casting du biopic Straight Outta Compton, sur le groupe de rap américain légendaire NWA. Le film est un énorme succès commercial et critique. Doté d'un budget de 28 millions de dollars, il en engrange + de 160 millions sur son territoire et au cumul mondial, dépasse les 200 millions de recettes. 
Elle apparaît également dans un épisode de la série télévisée américaine Your Family or Mine.

### Révélation

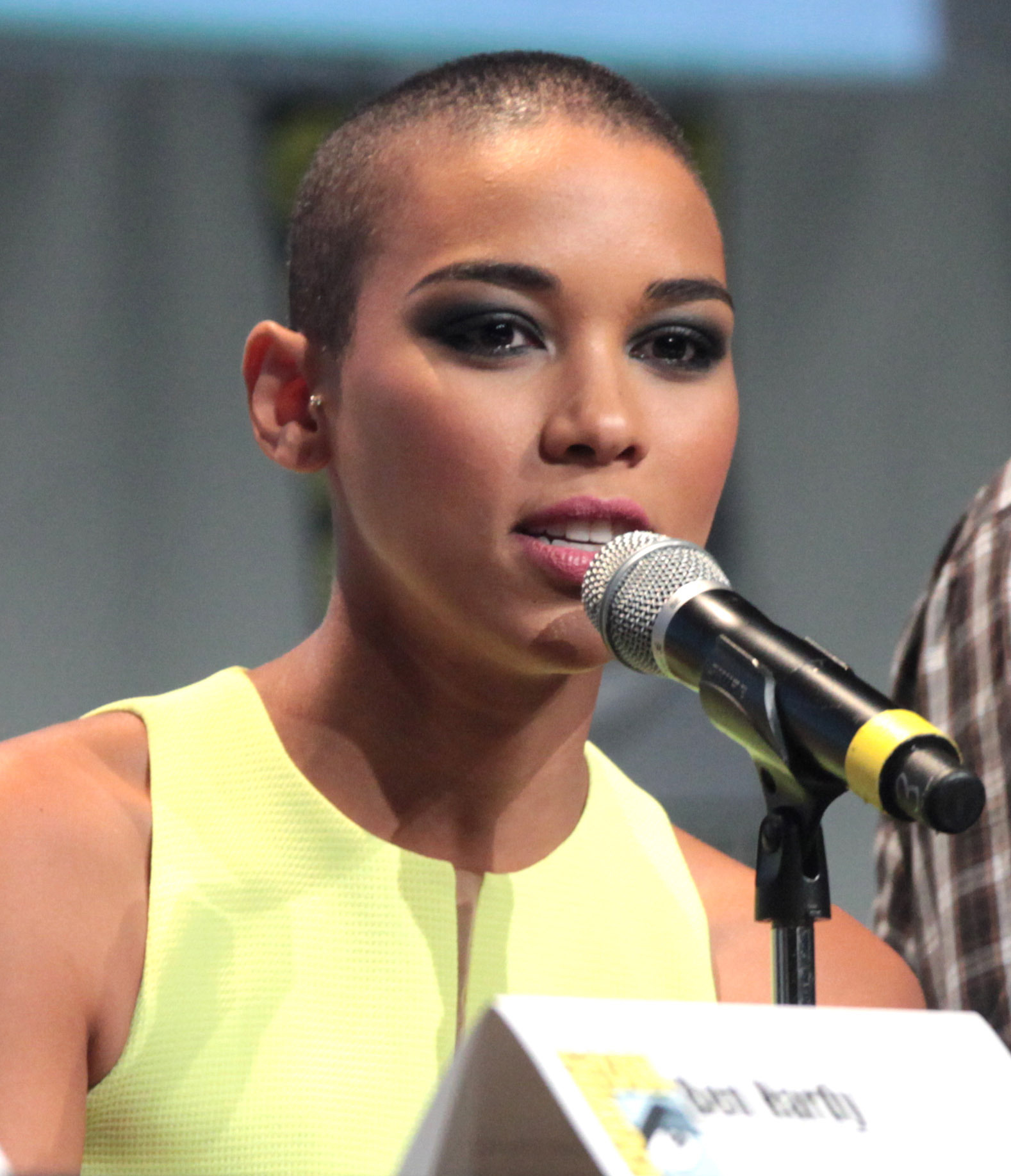
Lors de l'édition 2015 de la Comic-Con de San Diego pour la promotion dX-Men: Apocalypse.

En 2016, elle rejoint la distribution du blockbuster, X-Men Apocalypse, où elle interprète la version jeune du personnage de Tornade, précédemment tenue par l'actrice oscarisée Halle Berry. Doté d'un budget de 178 millions de dollars, le film engrange plus de 540 millions de dollars au box office mondial. 
Pour son interprétation, Alexandra est nommée aux Teen Choice Awards dans la catégorie Meilleure Révélation. L'actrice a du apprendre à parler l'arabe pour les besoins du tournage ainsi que l'historique du personnage issus des comics pour mieux s'en imprégner, elle n'a pas hésité à se raser le crâne, évoquant un effet libérateur,,.
Après une intervention dans un court métrage horrifique, elle termine l'année en étant au casting du film américain indépendant Dude, d'Olivia Milch aux côtés de Lucy Hale. Le long métrage est finalement distribué, en 2018, sous le titre Les Potes par la plateforme Netflix pour le public français.
En 2017, elle rejoint Brianna Hildebrand et Josh Hutcherson pour la comédie horrifique Tragedy Girls, qui se fait remarquer lors de nombreux festival du cinéma indépendant et permet aux deux actrices principales de remporter le titre de meilleure actrice lors du Festival du film d'horreur à Brooklyn. Cette même année, l'ensemble du casting d'X-Men: Apocalypse est nommée dans la catégorie Meilleure distribution lors de la cérémonie des Kids' Choice Awards.
L'année d'après, elle renfile le costume de la mutante Tornade, dans le prochain film de la franchise X-Men, X-Men: Dark Phœnix, retrouvant Sophie Turner et Tye Sheridan pour faire face à Jessica Chastain. Finalement, la 20th Century Fox annonce un réaménagement de son calendrier qui repousse la sortie du film pour l'année 2019. À la suite du rachat de la 20th Century Fox par The Walt Disney Company, X-Men: Dark Phoenix a dû être redéfini comme la conclusion et ultime volet de la saga lancée en 2000 par Bryan Singer avec X-Men. Le film est cependant un échec au box-office. De ce fait, les mutants vont être intégrés à l'Univers cinématographique Marvel et ainsi avoir droit à un reboot. Alexandra Shipp cède donc l'interprétation de Tornade à une autre actrice. 
Toujours en partenariat avec la Fox, elle décroche l'un des rôles principaux de l'adaptation au cinéma du roman Simon Vs. The Homo Sapiens Agenda aux côtés de Nick Robinson, Jennifer Garner et Josh Duhamel. Cette comédie dramatique est saluée par la critique. Elle rejoint aussi la distribution du thriller psychologique Spinning Man avec Pierce Brosnan, Guy Pearce et Minnie Driver. Ce film, basé sur le roman de George Harrar qui raconte l'histoire d'un professeur, père de famille, dont le passé scandaleux surgit et révèle un certain nombre de relations avec ses étudiants,, est tièdement accueilli.

### Progression cinématographique

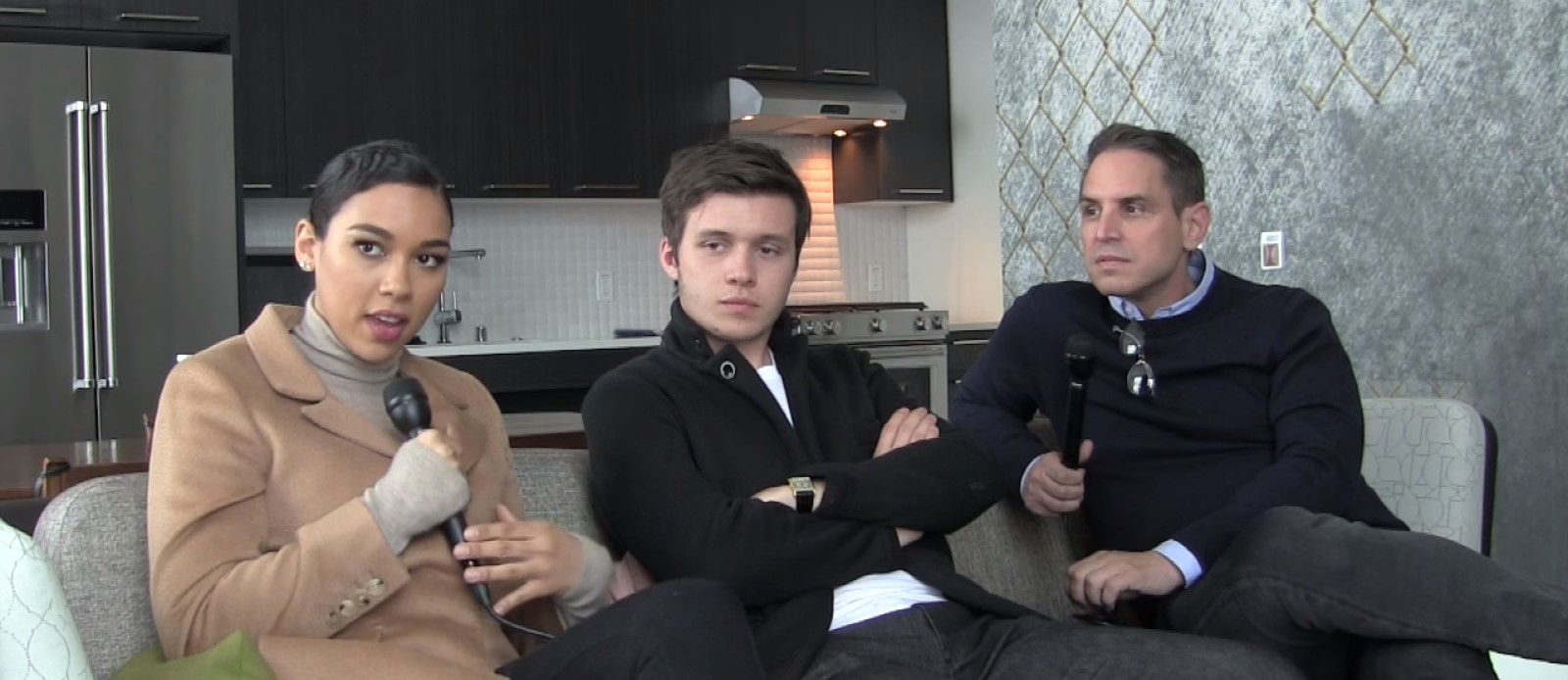
Alexandra Shipp aux côtés de Nick Robinson et Greg Berlanti, pour la promotion de Love, Simon, en mars 2018.

2018 s'avère être une année charnière pour l'actrice puisqu'elle est honorée du prix Max Mara Face of the Future 2018, qui récompense un jeune espoir du cinéma international, lors de la cérémonie des Women In Film Crystal + Lucy Awards à Beverly Hills. Elle succède à des actrices comme Chloë Grace Moretz, Zoë Saldana ou encore Emily Blunt.
Elle est aussi à l’affiche d’un court métrage réalisé par Humberto Leon pour la marque Kenzo aux côtés notamment de Milla Jovovich.
Elle est ensuite invitée par le réalisateur Tim Story, à rejoindre la suite du film d'action à succès, Shaft, initialement intitulée Son of Shaft, dans lequel elle donne la réplique à Jessie Usher qui incarne le fils du personnage joué par Samuel L. Jackson dans le premier volet,. Elle donne aussi la réplique à Ashley Judd pour le drame familial L'incroyable aventure de Bella racontant les péripéties de Bella, un chien qui va vivre un périple tumultueux pour retrouver son propriétaire,. Les deux longs métrages sont commercialisés en 2019. 
En fin d'année, elle est aussi à l'affiche de la comédie Lexi avec Adam DeVine. Le film est finalement renommé Jexi et raconte l'histoire d'une aide virtuelle qui devient hostile,. Et elle pratique le doublage ainsi que le full motion video pour le jeu vidéo Telling Lies. Elle est l'un des protagonistes principaux aux côtés de Logan Marshall-Green, Kerry Bishé et Angela Sarafyan. 
L'année 2020 est placée sous le signe du drame : Elle porte le drame romantique Endless de Scott Speer aux côtés de Nicholas Hamilton et avec Famke Janssen, la Jean Grey de la première trilogie X-men,. Et elle joue un second rôle dans Tous nos jours parfaits, une production Netflix du même acabit avec Elle Fanning et Justice Smith. 

### Vie privée
Durant le marathon promotionnel d'X-Men: Apocalypse, les médias parlent d'une potentielle romance entre l'actrice et son collègue James McAvoy, les principaux intéressés prennent la décision de ne pas apporter de réponses à ces rumeurs. Cependant, l'acteur officialise son divorce peu de temps après,.

## Filmographie

### Cinéma

#### Courts métrages
- 2016 : The Deal de Daniel S. Kaminsky : Monica
- 2018 : The Everything de Humberto Leon[48]

#### Années 2000
- 2009 : Alvin et les Chipmunks 2 (Alvin and the Chipmunks: The Squeakquel) de Betty Thomas : Valentina

#### Années 2010
- 2015 : NWA: Straight Outta Compton (Straight Outta Compton) de F. Gary Gray : Kim
- 2016 : X-Men: Apocalypse de Bryan Singer : Ororo Munroe / Tornade
- 2017 : Tragedy Girls de Tyler MacIntyre : McKayla Hooper
- 2018 : Spinning Man de Simon Kaijser da Silva : Anna
- 2018 : Love, Simon de Greg Berlanti : Abby Suso
- 2018 : Les Potes d'Olivia Milch : Amelia
- 2018 : Deadpool 2 de David Leitch : Ororo Munroe / Tornade (caméo - non créditée)
- 2019 : L'incroyable aventure de Bella (A Dog's Way Home) de Charles Martin Smith : Olivia
- 2019 : X-Men: Dark Phoenix de Simon Kinberg : Ororo Munroe / Tornade
- 2019 : Shaft de Tim Story : Sasha Arias
- 2019 : Jexi de Jon Lucas et Scott Moore : Cate

#### Années 2020
- 2020 : All the Bright Places de Brett Haley : Kate
- 2020 : Endless de Scott Speer : Riley
- 2020 : Kung Fury 2 de David Sandberg : Rey Porter
- 2021 : Tick, Tick... Boom! de Lin-Manuel Miranda : Susan
- 2023 : Barbie de Greta Gerwig : Barbie écrivaine
- 2023 : Tout sauf toi (Anyone but You) de Will Gluck : Claudia
- Silk Road de Tiller Russell (prochainement)

### Télévision

#### Séries télévisées
- 2011 : Switched : Ashley (saison 1, épisode 4)
- 2012 : Victorious : Elise (saison 3, épisode 7)
- 2013 : Anubis : KT Rush (41 épisodes)
- 2013 : Awkward : Abby Martin (saison 3, épisode 16)
- 2014 : Ray Donovan : Tiffany (saison 2, épisode 1)
- 2014 : Des jours et des vies : Mary Beth (10 épisodes)
- 2015 : Your Family or Mine : Lucy (saison 1, épisode 1)

#### Téléfilms
- 2014 : Drumline: A New Beat de Bille Woodruff : Danielle « Dani » Raymond
- 2014 : Aaliyah: The Princess of R&B de Bradley Walsh : Aaliyah

### Jeux vidéo
- 2019 : Telling Lies

### En tant que productrice
- 2018 : Diving de Alexandra Antonopoulos (court métrage)

## Distinctions
Sauf indication contraire ou complémentaire, les informations mentionnées dans cette section proviennent de la base de données IMDb.

### Récompenses
- Brooklyn Horror Film Festival 2017 : Meilleure actrice pour Tragedy Girls, prix partagé avec Brianna Hildebrand
- Women In Film Crystal + Lucy Awards 2018 : Prix Max Mara Face of the Future 2018[30]

### Nominations
- Teen Choice Awards 2016 : Meilleure Révélation pour X-Men : Apocalypse
- Nickelodeon Kids' Choice Award 2017 : Meilleure distribution pour X-Men : Apocalypse[50]